# Apertura Alapín
La apertura Alapín (ECO C20) es una inusual apertura de ajedrez que se caracteriza por los movimientos:
1.e4 e5
2.Ce2
Es una apertura abierta y su teoría fue mayoritariamente desarrollada por Simón Alapín, que la jugó con relativo éxito a finales del siglo XIX y principios del siglo XX. Aunque es raramente jugada, Vasili Ivanchuk la empleó a ritmo blitz contra Viswanathan Anand y Magnus Carlsen en el 2017.
La idea del desarrollo del caballo por e2 es apoyar las rupturas d4 o f4. No obstante, se considera una apertura inferior, ya que esto impide temporalmente el desarrollo del alfil de f1.

## Variantes

### 2...Cf6
Tras 2...Cf6, la línea preferida por Alapín era 3.f4. Las opciones de las negras consisten en exf4, Cxe4 o d5. Si 3...exf4 4.Cxf4, el peón de e4 no puede ser capturado inmediatamente por 4...Cxe4 5.De2 De7 6.Cd5 De5 7.Cbc3 c6 8.Cxe4 cxd5 9.Ce6+ Rd8 10.De8+ Rc7 11.Cb5+, con mate en 7 jugadas. En cambio, una partida entre Alapín y Stefan Levitsky siguió 4...Ad6 5.d3 0-0 6.Ae2 Cc6 7.0-0, con un medio juego igualado en que las blancas terminaron ganando.
Después de 3...Cxe4 4.d3 Cc5 5.fxe4, las negras pueden jugar 5...d6. Una partida entre Alapín y James Mason siguió 6.d4 Ccd7 7.exd6 Axd6 8.Af4 Cf6 9.Cbc3 c6 10.Dd2 Ae6 11.Axd6 Dxd6 12.Cf4 Cbd7 13.Ae2 0-0 14.Cxe6 Dxe6 15.0-0 Tae8 16.Af3 De3+ 17.Dxe3 Txe3 18.Tae1 Tfe8 19.Txe3 Txe3 20.d5 cxd5 21.Td1 Cb6 22.Cxd5 Cbxd5 23.Axd5 Cxd5 24.Txd5 Rf8 25.Rf2 Te6 26.Td4 Te7 27.Td8 y se firmaron las tablas.
La continuación principal es, no obstante, 5...d5 6.d4. Una partida entre Alapín y Adolf Schwarz siguió 6...Ce4 7.Cd2 f5 8.Cxe4 fxe4 8.Cf4 g6 9.Ae3 c6 10.Ae2 Ah6, con un medio juego igualado en que las blancas terminaron ganando. Una partida de Alapín y Akiba Rubinstein, sin embargo, siguió 6...Ce6 7.Cf4 c5 8.Cc3 cxd4 9. Ccxd5 Cc6 10.Ad2 Cxf4 11.Cxf4 Cxe5 12.Ab5+ Ad7 13.De2 Ad6 14.c3 0-0 15.Axd7 Dxd7 16.cxd7 Cc6 17.0-0 Cxd4 18.Dd3 Axf4 19.Axf4 Tad8 20.Tad1 Dg4, quedando las negras con un peón de más y ganando al final la partida.
Una línea secundaria es 3.Cbc3. Una partida entre Alapín y Mijaíl Chigorin siguió 3...Cc6 4.f4 exf4 5.d4 Ab4 6.d5 Cxe4 7.Axf4 Axc3+ 8.bxc3 Ce7 9.Dd4 Cf6 10.c4 d5 11.Cg3 Cf5 12.Cxf5 Axf5 13.Ae2 0-0 14.0-0 Dd7, conservando las negras un peón de más y ganando finalmente la partida. Las blancas, sin embargo, pueden jugar más sólido con 5.d3.

### 2...Ac5
Tras 2...Ac5, la línea principal es 3.d4 y, después de 3...dxe4 4.Cxe4, el juego puede trasponer a una apertura escocesa si las negras terminan jugando Cc6. Sin embargo, también son posibles esquemas con c6, d6 o d5 y Cd7. La continuación principal es 4...Cf6 y, si las blancas juegan 5.Cc3, las negras pueden jugar 5...d5, aprovechando que el alfil todavía no se ha retirado a b6, por lo que, si las blancas juegan Cb3, descubriendo la acción de la dama blanca sobre d5 y atacando al alfil negro, las negras pueden jugar 6...Ab4, clavando el caballo blanco. Una partida entre Alapín y Harry Nelson Pillsbury continuó 6.exd5 Cxd5 7.Cxd5 Dxd5 8.De2+ Ae6 9.Cxe6 fxe6 10.Ae3 Axe3 11.Dxe3 0-0 12.Ad3 Dxg2, con un medio juego igualado que terminó en tablas.
Por esto, la continuación preferida por Alapín era 5.Cb3 Ab6 6.Cc6. Un juego con David Janowski siguió 6...d6 7.Ag5 h6 8.Ah4 Cc6 9.f3 Ae6 10.Dd2? Cxe4, atacando la dama mal situada en d2 y descubriendo un ataque sobre el alfil indefenso en h6, quedándose las negras con peón de más y ganando finalmente la partida. Un juego con Paul Lipke, en cambio, siguió 6...0-0 7.Ag5 Te8 8.De2 c6 9.0-0-0 h6 10.Ah4 d5 11.f3 Cbd7, con un medio juego de doble filo que terminó en tablas.
Las negras pueden sacrificar un peón con 4...d5 directamente. Una partida entre Alapín y Milan Vidmar continuó 5.Cb3 Ad6 6.exd5 Cf6 7.c4 0-0 8.Ae2 c6 9-Cc3 cxd5 10.cxd5 Ab4 11.Ag5 Axc3 12.bxc3 Dxd5 13.Axf6 Dxd1+ 14.Txd1 gxf6, llegando a un final igualado y terminando en tablas.
Una jugada mucho menos ambiciosa es la tranquila 4...d6. Una partida con entre Alapín y David Graham Baird siguió 5.Ae3 Cf6 6.Cc3 0-0 7.Ae2 Te8 8.Af3 Ab4.
Una línea secundaria es 3.c3. Una partida entre Alapín y Alexander Halprin continuó 3...Cc6 4.d4 Ab6 5.f4 Cf6 6.fxe5 Cxe4 7.Cd2 Cxd2 8.Axd2 0-0 9.Dc2 f5 10.exf6 Dxf6 11.0-0-0, llegando a un medio juego de doble filo en que las negras terminaron cayendo en una red de mate por no desarrollar su flanco de dama. No obstante, las negras pueden jugar 3...d5, aprovechando que, luego de 4.exd5 Dxd5, el peón ocupa la casilla c3 e impide que el caballo de b1 se desarrolle con ganancia de tiempo.
Otras jugadas posibles son 3.Cbc3 y 3.f4.